# 安德魯·朗拿根
安德魯·米高·"安迪"·朗拿根（英語：Andrew Michael Andy Lonergan，1983年10月19日—），是一名英格蘭足球運動員，司職門將。現效力於英甲俱乐部威根，曾經是英格蘭U20球員，同時亦有資格代表愛爾蘭踼球。他是2008/09和2009/10球季普雷斯頓的年度最佳球員。

## 球會

### 普雷斯頓
身為普雷斯頓支持者的朗拿根，時任領隊莫耶斯在他16歲時，派遣他出戰作客高雲地利的聯賽盃賽事而首次代表普雷斯頓上陣。其後，他先後被外借至達寧頓和黑池。
布朗接替轉投愛華頓的莫耶斯出任普雷斯頓領隊，朗拿根對自己的前境感到樂觀，他在2002/03球季獲提升上一隊。2003/04球季，原正選門將古尔德受傷，朗拿根臨危受命出戰聯賽對西布朗的賽事，其後他穩坐正選位置直至球季結束。
2004年10月2日，朗拿根在對李斯特城的賽事中，於己方禁區的遠射得手。
2004/05球季，朗拿根受到新領隊戴維斯的重視，出戰聯賽大半部分的賽事，後來由於他的傷患問題，球會從米杜士堡引入門將拿殊，而在2005年初於訓練期間受傷的朗拿根，在2005年末才康復並被外借至韋甘比。
2006年11月，朗拿根被外借至史雲頓，為期一個月。然而，由於並未受到剛取代韋斯擔任領隊的斯特罗克的重用，因此他提早歸隊。
2007年1月，由於拿殊不專業的態度，意味著朗拿根得以再次上陣，出戰以2-0的比分擊敗水晶宮的足總盃賽事。他亦從而確立自己的正選地位，並且贏得2008/09球季普雷斯頓年度最佳球員。
2009年8月，時任普雷斯頓隊麦肯纳被出售至諾定咸森林後，朗拿根被任命為副隊長。9月12日，他在以2-0的比分擊敗史雲斯的賽事中首次以隊長的身份上陣。時任領隊埃尔文聲稱他的表現足夠代表英格蘭上陣。
2009/10球季，朗拿根再次贏得球會年度最佳球員。在球季末段，他在普雷斯頓以6-0的比分擊敗卡迪夫城的賽事中救出十二碼，協助球會壓過對方取得附加賽資格，然而最終不敵錫菲聯。其後，英超球會西布朗連續對他出價三次被拒後，時任普雷斯頓領隊費格遜稱朗拿根價值2000萬英鎊，而且是非賣品。
2010/11球季，朗拿根代表普雷斯頓在英冠上陣29次。2010年9月，他被控告在以3-4的比分不敵般尼的賽事中，向對方球迷作猥褻姿勢，他最終被罰款並遭到警告。同月，他在以6-4的比分擊敗列斯聯的賽事中上陣，球會在落後1-4的情況下連入5球，反敗為勝。1月轉會市場開啟後，他與曼城和韋根扯上關係，他在1月聲稱自己是英冠最過勞的門將，然而在球季後半段，新帥布朗改用愛華頓的借將端納作為正選門將，由於借用條款的關係，朗拿根一度在愛華頓操練。另外，他一度與黑池扯上關係，以緊急借用的形式代替受傷的拉楚布卡和京遜。2011年3月8日，他在以1-2的比分不敵列斯聯的賽事中最後一次代表普雷斯頓上陣。球會降班後，他與阿士東維拉、卡迪夫城和愛華頓扯上關係。時任領隊菲爾·布朗稱，他需要出售朗拿根以填補買入伊恩·端納的費用。
2011年7月4日，朗拿根與有兩位門將舒米高和希捷士離隊的列斯聯扯上關係，與此同時愛華頓也對他有興趣。
其後，球會確認朗拿根有意加盟列斯聯。本來，列斯聯對斯托克戴尔有興趣，而朗拿根則有興趣加盟愛華頓，加上他的女兒當時正在留醫，這些都一度使這宗轉會暫緩下來。

### 列斯聯
7月25日，朗拿根正式轉投列斯聯，並簽訂三年合約。他將會與拉楚布卡競逐舒米高留下的正選門將席位。與此同時，他與曾任黑池領隊的加利臣故劍重逢。他在季前熱身賽對紐卡素的賽事中首次代表列斯聯上陣。

### 保頓
2012年7月17日，朗拿根加盟剛降班到英冠的保頓，簽訂三年合約，轉會金額無透露。

## 國家隊
曾經代表愛爾蘭U16上陣一次的朗拿根決定改為代表他的出生地英格蘭。他是前英格蘭U21國腳。他亦曾經代表英格蘭U20出戰U20世界盃。由於他的祖父母是愛爾蘭人，所以他合資格代表愛爾蘭上陣。2010年5月，最初他拒絕被愛爾蘭徵召後，後來他才願意。2011年，吉文由於傷患缺陣一段時間，因而產生朗拿根被徵召的可能性。

## 獎項
利物浦
- 歐洲超級盃: 2019[45]
- 國際足協世界冠軍球會盃: 2019[46]

個人
- 普雷斯頓球迷票選年度最佳球員：2008/09、2009/10
- 普雷斯頓球員票選年度最佳球員：2009/10

## 外部連結
- （英文）安德魯·朗拿根的X（前Twitter）
- （英文）Andrew Lonergan player profile at pnefc.net
- （英文）Andrew Lonergan player profile at wwfc.com
- （英文）足球数据库：Andrew Lonergan的球员统计数据
- （英文）安德魯·朗拿根 – FIFA國際賽競賽紀錄 (存檔)